# Sainte-Hélène-du-Lac
Sainte-Hélène-du-Lac ist eine französische Gemeinde mit 835 Einwohnern (Stand: 1. Januar 2022) im Département Savoie in der Region Auvergne-Rhône-Alpes. Sie gehört zum Kanton Montmélian im Arrondissement Chambéry und ist Mitglied im Gemeindeverband Cœur de Savoie.

## Lage
Sainte-Hélène-du-Lac liegt etwa 14 Kilometer südöstlich von Chambéry und etwa 41 km nordnordöstlich von Grenoble. An der südöstlichen Gemeindegrenze verläuft das Flüsschen Coisetan, das hier den See Lac de Sainte-Hélène bildet. Oberhalb des Sees wird der Fluss auch Coisin genannt.
Nachbargemeinden von Sainte-Hélène-du-Lac sind La Chavanne im Norden, Planaise und Coise-Saint-Jean-Pied-Gauthier im Nordosten, Saint-Pierre-de-Soucy im Osten und Nordosten, Les Mollettes im Süden und Südosten, Laissaud im Westen und Südwesten sowie Porte-de-Savoie mit Francin im Westen und Nordwesten.

## Weblinks

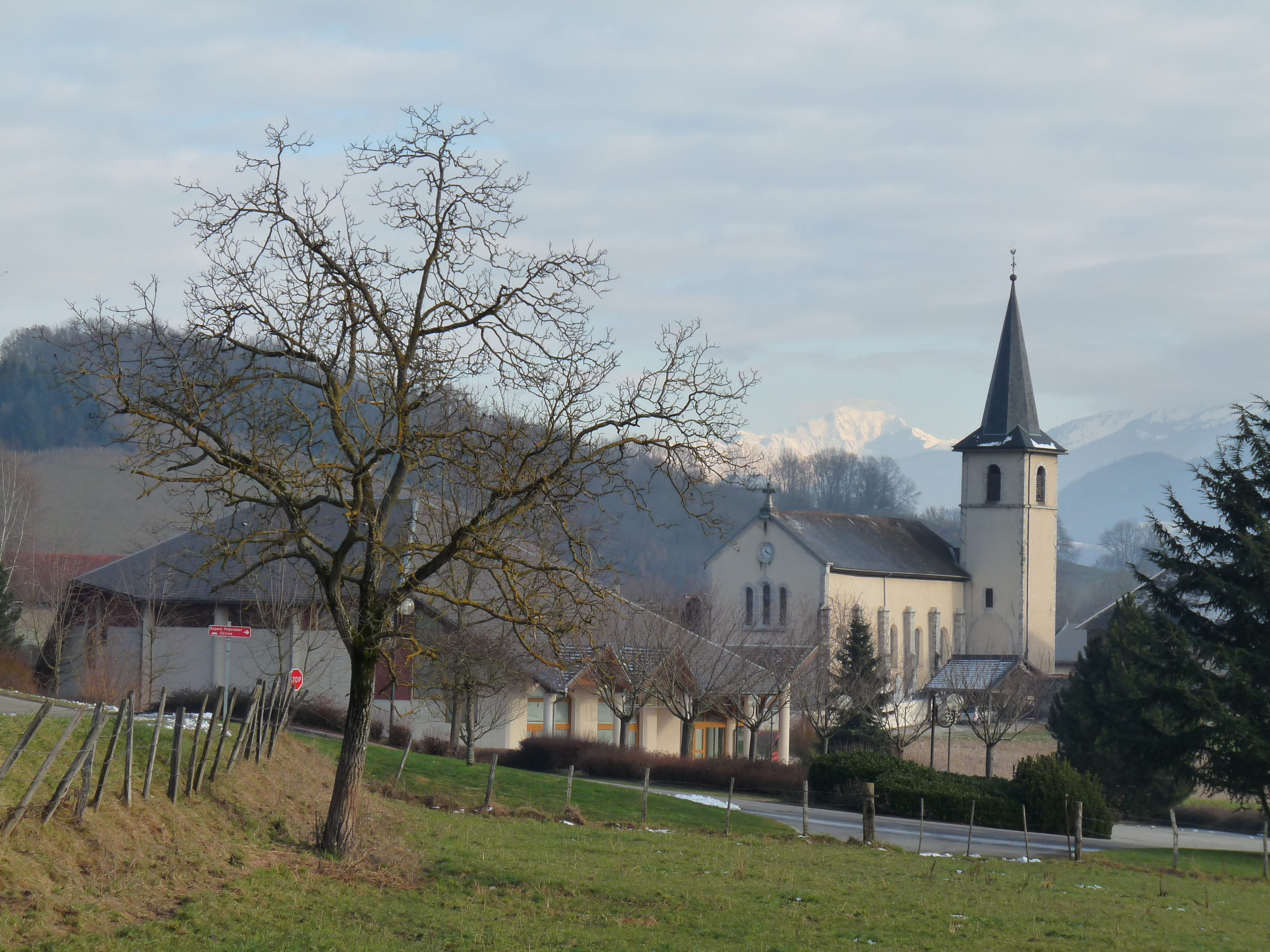
Kirche Sainte-Hélène

## Bevölkerungsentwicklung
| Jahr                       | 1962 | 1968 | 1975 | 1982 | 1990 | 1999 | 2006 | 2013 |
| -------------------------- | ---- | ---- | ---- | ---- | ---- | ---- | ---- | ---- |
| Einwohner                  | 351  | 342  | 298  | 411  | 543  | 599  | 646  | 730  |
| Quellen: Cassini und INSEE |      |      |      |      |      |      |      |      |

## Sehenswürdigkeiten
- Kirche Sainte-Hélène